# George Leonard Staunton
George Leonard Staunton, primer Baronet (10 de abril de 1737 hasta 14 de enero de 1801) era un empleado de la Compañía Británica de las Indias Orientales y botánico inglés.

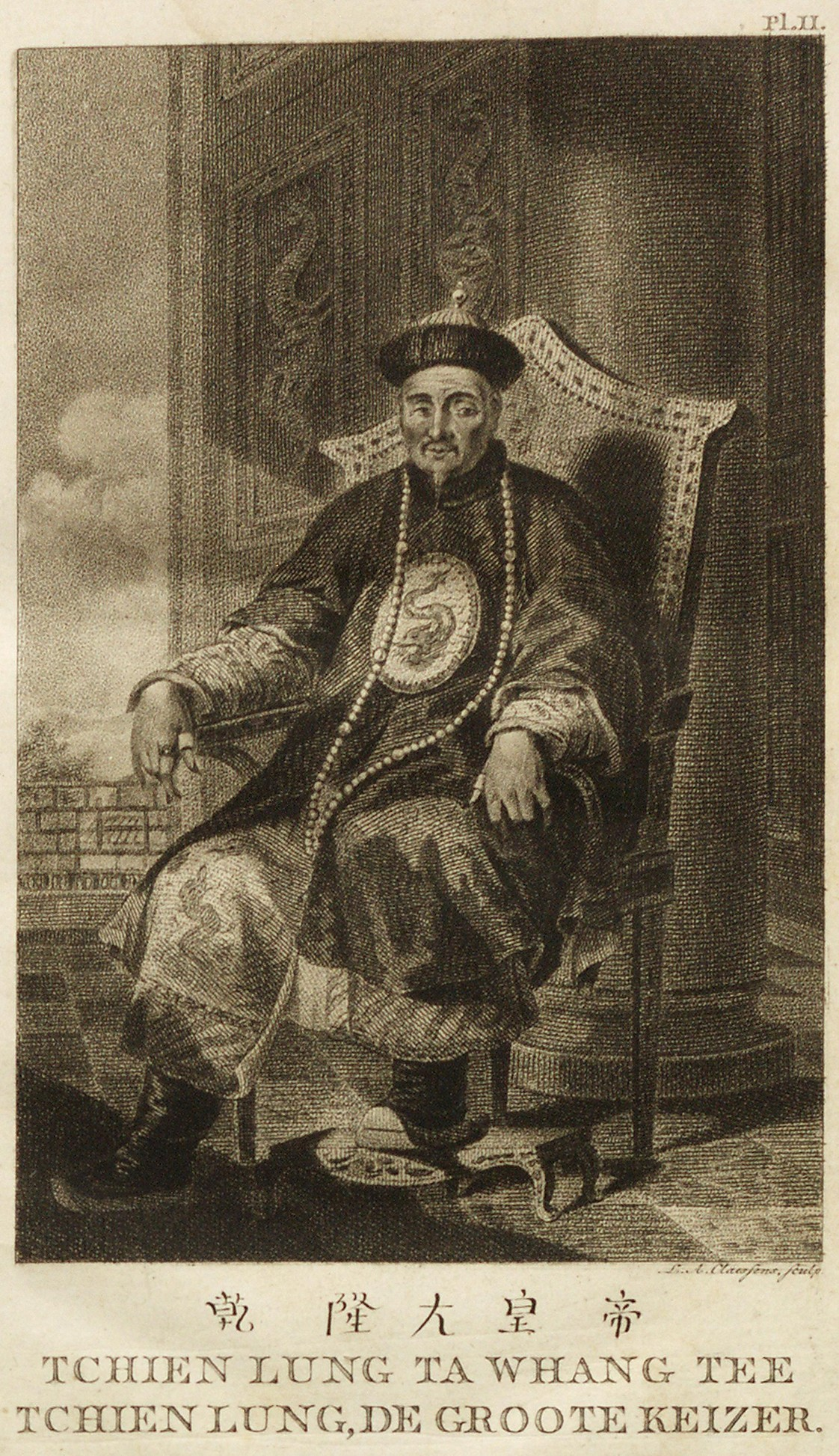
Ilustración del 1798 traducción holandesa de Staunton de An authentic account of an embassy from the King of Great Britain to the Emperor of China

Nació en Cargins, Co Galway, Irlanda y estudió en el colegio de los jesuitas, Toulouse, Francia (obteniendo un MD en 1758) y en la Escuela de Medicina de Montpellier, Francia. Fue galardonado con un DCL por la Universidad de Oxford en 1790.
Inicialmente ejerció como médico en las Indias Occidentales, pero cambió a las leyes y se hizo procurador general en Granada en 1779. En 1784, acompañó a su amigo de toda la vida George, Lord McCartney, a quien conoció en las Indias Occidentales, hasta Madras para negociar la paz con Tipu Sultan , por cuyo servicio Staunton fue premiado como baronet de Irlanda, de Cargins en el Condado de Galway en 31 de octubre de 1785.
Fue elegido en febrero de 1787 Miembro de la Royal Society.
En 1793, fue nombrado Secretario de la misión británica a la corte imperial china. Esta misión diplomática y comercial estaría encabezada por Lord Macartney. Aunque la Embajada Macartney regresó a Londres sin obtener ninguna concesión de China, la misión podría haber sido llamada un éxito porque trajo observaciones detalladas. Staunton fue acusado de reproducir la versión oficial de la expedición después de su regreso. Esta obra de varios volúmenes fue tomada principalmente de los papeles de señor Macartney y de los papeles de sir Erasmus Gower, quien era el comandante de la expedición. Sir Joseph Banks, el presidente de la Royal Society, fue responsable de la selección y la organización de grabado de las gráficas de este documento público.
Murió en su casa de Londres, 17 Devonshire Street, el 14 de enero de 1801 y fue enterrado en la Abadía de Westminster, donde un monumento realizado por Sir Francis Chantrey se erigió en su memoria. El título de barón, su patrimonio irlandés en Clydagh, Condado de Galway y su casa de Londres fueron heredados por su único hijo, George Thomas Staunton.
- La abreviatura «Staunton» se emplea para indicar a George Leonard Staunton como autoridad en la descripción y clasificación científica de los vegetales.[4]